# Ciudad Darío
Ciudad Darío là một khu tự quản thuộc tỉnh Matagalpa, Nicaragua. Khu tự quản Ciudad Darío có diện tích 735 ki lô mét vuông. Đến thời điểm năm 2005, huyện Ciudad Darío có dân số 41014 người.